# الإمبراطور بوريتسو
الإمبراطور بوريتسو (باليابانية: 武烈天皇 بوريتسو تينو) هو الإمبراطور الخامس والعشرون في اليابان حسب قائمة أباطرة اليابان. لا يوجد أي تواريخ محددة عن فترة حياته أو حكمه. ولكن يعتقد أن فترة حكمه كانت في أواخر القرن الخامس الميلادي وأوائل القرن السادس.